# Nacho G. Velilla
Ignacio García Velilla (Saragossa, 24 de setembre de 1967) és un director de cinema, guionista i productor espanyol, que ha treballat tant en televisió com en cinema des de l'any 1997. Amb una àmplia formació en el camp audiovisual, Velilla ha dirigit, guionizado o produït algunes de les sèries amb més èxit d'audiència a Espanya, com 7 vidas, la seva sèrie derivada Aída o Médico de familia.

## Biografia
Va estudiar Ciències de la Informació en la Universitat del País Basc, va cursar un any acadèmic dins del programa Erasmus en la Universitat de Coventry (el Regne Unit) triant assignatures com Film i Televisió, a més de cursar estudis de Doctorat en la Universitat Complutense de Madrid. Abans de començar a treballar per a televisió, va realitzar diversos vídeos musicals, el documental Visiones artísticas para el fin del milenio i va ser redactor aEl Heraldo de Aragón i també a Antena 3.
En 1997 va començar a treballar per a Globomedia com a guionista de la reeixida Médico de familia. Més tard, també va treballar com a guionista, director i productor executiu de 7 vidas. Després de la fi d'aquesta sèrie, va ser el cocreador i director del primer spin off de la televisió espanyola, Aída, el 2005. En ella va treballar a més com a productor executiu.
Al novembre de 2007 estrena a Cuatro Gominolas, sent coordinador de guions, director i productor executiu durant els 7 capítols que va durar la sèrie, ja que no va tenir el suport de l'audiència.
Després de l'èxit del seu primer llargmetratge, Fuera de carta (2008), abandona la productora Globomedia el 2009 per centrar-se en el cinema. L'abril de 2010 va estrenar la seva segona película, Que se mueran los feos.

## Filmografía[4]
Com a director, Nacho Velilla ha treballat tant en cinema com en televisió, deslligant-se d'aquesta última en 2009 per a dedicar-se per complet al setè art. En 2011 tornaria a la televisió.

### Televisió
- 7 vidas (204 episodis, 1999-2006)
- Aída (237 episodis, 2005-2014)
- Gominolas (8 episodis, 2007)
- Los Quién (13 episodis, 2011)
- Fenómenos (9 episodis, 2012-2013)
- Anclados (8 episodis, 2015)
- Buscando el norte (8 episodis, 2016)

### Cinema
- Fuera de carta (2008)
- Que se mueran los feos (2010)
- Perdiendo el norte[5] (2015)
- Villaviciosa de al lado[6] (2016)
- No manches Frida (Profesor de reemplazo) (2016)
- Por los pelos (2021)

## Productor
A més de dirigir, Velilla ha produït la major part de les sèries i les dues pel·lícules en les quals ha treballat.

### Televisió
- 7 vidas (productor executiu) (137 episodis, 2000-2006) (coproductor executiu) (59 episodis, 1999-2000)
- Aída (productor executiu) (199 episodis, 2005-2013)
- Gominolas (productor executiu) (7 episodis, 2007)
- Los Quién (productor executiu) 2010.
- Fenómenos (creador) (2012-2013).

### Cinema
- Fuera de carta (2008)
- Que se mueran los feos (2010)
- No lo llames amor... llámalo X (2011)

## Guionista
Una altra de les seves facetes, la del guioniatge, és la que li va portar a començar a treballar a Médico de familia el 1997.

### Televisió
- Médico de familia (20 episodis, 1997-1999)
- 7 vidas (23 episodis, 1999-2006)
- Aída (199 episodis, 2005-2013)
- Gominolas (4 episodis, 2007)
- 7 zoes (versió grega de "7 vidas" (7 episodis, guió original, 2008)

### Cinema
- Fuera de carta (2008)
- Que se mueran los feos (2010)
- Perdiendo el este (2019)